# Дитрих X фон дер Шуленбург
Дитрих X фон дер Шуленбург (на немски: Dietrich X von der Schulenburg; * 1546; † 12 март 1598 в Стендал) е граф от благородническия род „фон дер Шуленбург“ в Алтмарк в Саксония-Анхалт.
Той е петият син (от 12 деца) на граф Левин I фон дер Шуленбург (1510 – 1569) и съпругата му Илза фон Квицов (1518 – 1591), дъщеря на Юрген (Георг) фон Квицов († 1527) и Маргарета фон Арним (* ок. 1496). Внук е на Албрехт I фон дер Шуленбург 'Черния' († 1519) и Катарина фон Рор († сл. 1519).
Замъкът Бетцендорф е от 1340 г. собственост на род фон дер Шуленбург, след напускането на замък-резиденцията Шуленбург при Щапенбек близо до Залцведел. Бетцендорф става през следващите векове фамилно главно место на рода. През 1340 г. синовете на рицар Вернер II фон дер Шуленбург († сл. 1304) разделят замък-резиденция Бург Бетцендорф. Рицар Дитрих II (1302/1304 – 1340) основава „Черната линия“, а по-малкият му брат рицар Бернхард I († сл. 1340) „Бялата линия“.
Брат е на Албрехт IV фон дер Шуленбург (1535 – 1583), Георг VII фон дер Шуленбург (1535 – 1619), Вернер XVII фон дер Шуленбург (1541 – 1581), Бернхард XIII фон дер Шуленбург (1557 – 1601), Анна фон дер Шуленбург (1552 – 1604), омъжена за Лудолф I фон Алвенслебен, син на Лудолф фон Алвенслебен (1510 – 1562).

## Фамилия
Дитрих X фон дер Шуленбург се жени за Елизабет фон Кноблаух. Бракът е бездетен.
Дитрих X фон дер Шуленбург се жени втори път 1573 г. за Анна фон Алвенслебен († 26 декември 1584/1585/1589), вдовица на Хайнрих фон дер Асебург (* 1532; † 9 април 1573), дъщеря на Лудолф фон Алвенслебен (1510 – 1562) и Гьодел фон Бюлов. Те имат три сина:
- Левин Рудолф фон дер Шуленбург (1582 – 1617), женен 1609 г. за Мария фон Клицинг († 1630)
- Хайнрих IX фон дер Шуленбург
- Курт фон дер Шуленбург

Дитрих X фон дер Шуленбург се жени трети път за Анна фон Котце († 1595). Те има една дъщеря:
- Елизабет Аделхайд фон дер Шуленбург (* 13 юни 1592, Стендал; † 11 май 1617, Шохвиц), омъжена за граф Левин VII фон дер Шуленбург (* 1581; † 1640/1641)